# Rita Amaral
Rita (de Cássia de Mello Peixoto) Amaral (18 de fevereiro de 1958 em São Paulo - São Paulo,  24 de janeiro de 2011)  foi uma pesquisadora antropóloga, brasileira, pesquisadora-orientadora do Núcleo de Antropologia Urbana da Universidade de São Paulo.

## Vida
Aos sete anos, após fraturar o fêmur, foi diagnosticada com osteogênese imperfeita, doença conhecida como "ossos de cristal". Em 1999, criou a Associação Brasileira de Osteogenesis Imperfecta (Aboi), responsável por pressionar o governo para criar centros de referência para o tratamento da doença.
Fez graduação em Ciências Sociais, mestrado e doutorado em Antropologia Social pela USP, tendo sua tese orientada por José Guilherme Magnani. Realizou pós-doutora em Etnologia Afro-Brasileira pelo Museu de Arqueologia e Etnologia da Universidade de São Paulo. Conforme a própria autora divulgou em seu currículo Lattes, Rita Amaral:
| “ | é Bacharel em Ciências Sociais pela Universidade de São Paulo (1986), tem Mestrado em Antropologia Social pela Universidade de São Paulo (1992), Doutorado em Ciências (Antropologia Social) pela Universidade de São Paulo (1998) e Pós-Doutorado em Etnologia pelo Museu de Arqueologia e Etnologia da Universidade de São Paulo. Atualmente, integra a Coordenação do Núcleo de Antropologia Urbana da Universidade de São Paulo [www.n-a-u.org], do qual é membro desde 1988, e onde foi Editora-chefa da revista PontoUrbe - Revista do Núcleo de Antropologia Urbana da USP. É, também, organizadora e editora independente da revista de Antropologia Urbana "Os Urbanitas" do website Os Urbanitas e do blog de mesmo nome. Tem experiência na área de Antropologia das Sociedades Complexas, com ênfase em Antropologia Urbana, atuando, principalmente, nos estudos sobre os seguintes temas: estilos de vida, festas, religiosidades contemporâneas, cultura brasileira, cultura afrobrasileira, etnografia em hipermídia e cybercultura. Traduz e revisa obra stécnicas e acadêmicas. | ” |

Morreu aos 52 anos, por problemas respiratórios.

## Realizações

### Festa como mediação cultural
Estudou  festas, estilos de vida,  religiões de influência africana e fez parte da equipe de pesquisa de Reginaldo Prandi, que estudou pela primeira vez o candomblé de São Paulo. Seus últimos estudos foram sobre antropologia e hipermídia com Vagner Gonçalves da Silva..  
Primeira antropóloga brasileira a publicar, integral e exclusivamente, em 1998, sua tese de doutoramento pela Internet, disponibilizando-a para download gratuito em múltiplos formatos, em Festa à Brasileira Amaral discute o papel das grandes festas na cultura nacional do Brasil dos pontos de vista histórico, socio-cultural e econômico. 
Do ponto de vista teórico-antropológico, a principal contribuição de Amaral é a de ver a festa, no Brasil, como um modelo intermediário, ou um terceiro modelo, entre os dois clássicos, de Durkheim e de Duvignaud, segundo os quais as festas têm a função de referendar ou de negar a vida em sociedade. Segundo Amaral (1998), longe de serem um fenômeno alienante, de distanciamento da realidade, cujo resultado seria negar ou reiterar a sociedade tal como se encontra organizada, as festas brasileiras são capazes de estabelecer a mediação cultural entre as utopias e a ação transformadora, pois através da vontade de realização da festa, muitos grupos se organizam, crescendo política e economicamente, ainda que em modo local. A organização para as festas visa, muitas vezes, atingir finalidades de ordem social, passando a organização primária a existir como ONG. A festa "à brasileira" não só não nega exclusivamente os valores sociais, podendo celebrá-los, inclusive, como também não os reitera apenas, como querem as principais teorias sobre festas. Sendo, antes, mediação entre ambas intenções (e outras), nega os aspectos da sociedade em que ela se mostra deletéria à vida humana, ao mesmo tempo em que reafirma valores do povo brasileiro, como projeto social ou como utopia.
A antropóloga mantinha um site , Os Urbanitas, sobre Antropologia Urbana, onde divulgava o pensamento dessa disciplina. Também editava a revista eletrônica Os Urbanitas, (ISSN 1806-0528), de acesso gratuito, cujo foco é a visão multidisciplinar sobre a vida nas cidades e a cybercultura.

### Estilos de vida e religião
Enquanto estudiosa das teorias da festa, Rita Amaral desvenda sua importância no candomblé etnografando a ambos – festa e candomblé – com riqueza de detalhes cotidianos raramente registrados nas etnografias clássicas ou contemporâneas sobre o tema, descrevendo densamente seu valor, dentro e fora da comunidade religiosa, como fonte agregadora de princípios à sociedade e preservadora da tradição religiosa. 
Neste estudo pioneiro sobre a festa e o estilo de vida dos adeptos do candomblé, a autora revela que na intrincada rede de relacionamentos dos grandes centros urbanos, o candomblé funciona não apenas como uma instituição religiosa, mas como um novo grupo de sociabilidade, com estilo de vida próprio e com regras definidas pelo contexto mítico-festivo no qual se baseia. 
Demonstra, ainda, que um dos principais aspectos do candomblé – e das demais religiões de influência africana no Brasil – é o caráter lúdico de suas cerimônias públicas. A festa, diz a autora, traduz em vários planos a percepção de que o contato entre o mundo dos deuses e dos homens é um momento singular e a experiência do sagrado deve ser vivida como um deleite de todos os sentidos humanos. A antropóloga demonstra, ainda, que a festa revela a centralidade das dimensões lúdicas na constituição da visão de mundo desta religião, que valoriza a alegria, o prazer, o dispêndio, a sensualidade, o corpo, a vida, gerando um estilo de vida singular (Silva, 2002; Prandi, 2002, vide Amaral [1992] 2002).

## Escritos
Livros
- Festa à Brasileira - Sentidos do festejar no país que “não é sério”. Ed. eBooksBrasil,  Internet, 2001.
- Xirê! – O modo de crer e viver do candomblé – Ed. Pallas, Rio de Janeiro, 2002.
- Mitologia dos Orixás do Candomblé Paulista. Ed. mLopes eBooks , Internet, 2001.